# Stati del Sacro Romano Impero (I)
Questo è un elenco degli stati del Sacro Romano Impero, inizianti per la lettera I:
| Nome                                                  | Tipologia                                                                    | Provincia                | Seggio | Formazione                                                                   | Note |
| ----------------------------------------------------- | ---------------------------------------------------------------------------- | ------------------------ | ------ | ---------------------------------------------------------------------------- | --- |
| Irsee                                                 | Abbazia                                                                      | Provincia Sveva          |        |                                                                              | 1793: Consiglio dei Principi |
| Isenburg Principe del Sacro Romano Impero di Isenburg | 1442: Contea di Budingen e Isenburg                                          | Provincia dell'Alto Reno | WT     |                                                                              | c1100: Divisione in Isenburg-Limburg e Isenburg-Kempenich 1137: Diviso in Isenburg-Isenburg e Isenburg-Limburg-Covern 1673: Divisione in Isenburg, Birstein, Isenburg-Marienborn, Isenburg-Meerholz, Isenburg-Wachtersbach 1806: Aderisce alla Confederazione del Reno |
| Isenburg, Basso Isenburg                              | Contea del Sacro Romano Impero                                               |                          |        | 1218: Divisa da Isenburg-Isenburg                                            | 1503: Divisa in Isenburg-Grenzau e Isenburg-Neumagen 1512: Provincia dell'Elettorato del Reno 1664: estinzione della linea |
| Isenburg-Birstein                                     | 1511: Contea di Birstein 1744: Principato del Sacro Romano Impero Principato |                          |        | 1628: Diviso dall'Isenburg-Büdingen-Birstein                                 | 1635-1643: Occupato dall'Assia-Darmstadt 1806: Acquisito e diviso tra Isenburg-Büdingen, Isenburg-Meerholz, Isenburg-Philippseich e Isenburg-Wächtersbach 1806: Aderisce alla Confederazione del Reno 1810: Occupazione francese 1813: amministrazione austriaca 1816: Annesso all'Assia-Darmstadt |
| Isenburg-Büdingen Isenburg-Budingen                   | 1442: Contea del Sacro Romano Impero                                         |                          |        | 1341: Divisa da Isenburg-Cleeberg 1628: divisa da Isenburg-Büdingen-Birstein | 1131: prima menzione di Gerlach I come Signore di Budingen 1219: prima menzione del castello di Büdingen 1240: Estinzione della linea; i territori vengono ereditati dai Signori di Breuberg e Isenburg 1323: Ersinzione dei Breuberg; Isenburg viene ereditata con i territori di Budingen 1511: Divisa in Isenburg-Büdingen-Birstein e Isenburg-Ronneburg (estinta nel 1601)<1673>Divisa in Isenburg-Büdingen, Isenburg-Meerholz e Isenburg-Wächtersbach 1806: a Isenburg 1816: all'Assia-Darmstadt Area: 3.5 kq.; Pop. (1600s): 10,000 |
| Isenburg-Büdingen-Birstein                            | Contea                                                                       |                          |        | 1511: Divisa da Isenburg-Büdingen                                            | 1628: Divisa in Isenburg-Büdingen (ridotto) e Isenburg-Birstein |
| Isenburg-Cleberg                                      | Contea                                                                       |                          |        | 1286: Divisa da Isenburg-Grenzau                                             | 1341: Divisa in Isenburg-Büdingen e Isenburg-Grenzau |
| Isenburg-Grenzau                                      | Contea                                                                       |                          |        | 1158: Divisa da Isenburg-Limburg-Covern                                      | 1664: Annessa a Arenberg |
| Isenburg-Limburg-Covern                               | Contea                                                                       |                          |        | 1137: Diviso da Niederlahngau                                                | 1158: Diviso |
| Isenburg-Marienborn                                   | 1673: Conti                                                                  |                          |        |                                                                              | 1725: Incorporato in Isenburg-Meerholz |
| Isenburg-Meerholz                                     | 1673: Contea                                                                 |                          |        | 1673: Diviso da Isenburg-Büdingen                                            | 1806: Incorporato nell'Isenburg-Birstein |
| Isenburg-Offenbach                                    | Contea                                                                       |                          |        | 1628: Diviso da Isenburg-Büdingen-Birstein                                   | 1758: Diviso |
| Isenburg-Philippseich                                 | Contea                                                                       |                          |        | 1711: Divisa da Isenburg-Offenbach                                           | |
| Isenburg-Wächtersbach                                 | 1673: Contea                                                                 |                          |        | 1673: Divisa da Isenburg-Büdingen                                            | 1806: Incorporata in Isenburg-Birstein |
| Isny im Allgäu                                        | Città Imperiale                                                              | Provincia Sveva          | SW     | c1250                                                                        | 1803: ai Conti di Quadt 1806: annessa al Württemberg |
| Istria                                                | Margraviato                                                                  |                          |        | X sec.                                                                       | 1374: Una parte passa agli Asburgo come provincia mediata dalla Carniola 1420: Il resto dell'Istria viene annesso alla Repubblica di Venezia 1797: La parte venenziana viene ceduta agli Asburgo d'Austria 1809-1813: Occupazione francese |
| Itter                                                 | Signoria                                                                     |                          |        |                                                                              | |